# 1987 Kaplan
För andra betydelser, se Kaplan (olika betydelser).
1987 Kaplan eller 1952 RH är en asteroid i huvudbältet, som upptäcktes 11 september 1952 av den ryska astronomen Pelageja Sjajn vid Simeizobservatoriet på Krim. Asteroiden har fått sitt namn efter den ryske astrofysikern Samuil Kaplan (1921–1978).
Asteroiden har en diameter på ungefär tretton kilometer och den tillhör asteroidgruppen Phocaea.